# Gerart Kamphuis
G.L.M. (Gerart) Kamphuis (Zoetermeer, 25 oktober 1953) is een Nederlands kunstschilder en etser.

## Biografie

### Opleiding
Kamphuis werd geboren aan de John McCormickstraat in Zoetermeer. Hij ging naar de Academie van Beeldende Kunsten in Rotterdam en vervolgens naar de Koninklijke Academie van Beeldende Kunsten in Den Haag.

### Loopbaan
Kamphuis maakt onder meer kunstopdrachten voor tentoonstellingen en exposities. Hij werkt voornamelijk met acrylverf. Daarnaast maakt hij ook kunstwerken en wandschilderingen voor gevels van diverse schoolgebouwen in Zoetermeer en maakt hij kunstontwerpen voor logo's, briefpapier en dichtbundels. Ook maakte hij een kunstboom voor in een kinderdagverblijf. Tevens gaf hij dertig jaar lang schilderworkshops en tekenlessen aan de basisscholen en middelbare scholen in Zoetermeer met diverse thema's. Hij heeft een eigen atelier in Zoetermeer.

## Werken
| - Zonder titel, Zoetermeer (1998) - Stad - Landschap 1 - Leidsewallen - Weerspiegeling 11 - Vlamingstraat - Grijze lucht - Landschap 7 - Polder 34 - Onbegrepen landschap 2 - Onbegrepen landschap 3 - Onbegrepen landschap 9 - Onbegrepen landschap 10 - Onbegrepen landschap 11 - Onbegrepen landschap 12 - Onbegrepen landschap 14 - Onbegrepen landschap 16 - Onbegrepen landschap 17 - Onbegrepen landschap 18 - Onbegrepen landschap 19 - Onbegrepen landschap 20 - Onbegrepen landschap 21 - Onbegrepen landschap 25 - Water | - Water 2 - Water 3 - Rode bomen - Weerspiegeling in blauw - Weerspiegeling 4 - Weerspiegeling 5 - Weerspiegeling 6 - Weerspiegeling 11 - Weerspiegeling 14 - Weerspiegeling 15 - In het water - Watergooister - Watergooister 2 - De jacht - De jacht 2 - Jacht - Polderlantaarntje - Vaas - Vliegend hert - Tijding - Waterwereld 1 - Waterwereld 2 - Waterwereld 3 |

## Onderscheidingen
- (2009) Oeuvreprijs Kunst en Cultuur, Gemeente Zoetermeer
- (2022) Lid in de Orde van Oranje-Nassau